# نوشهیر
نوشهیر (به ترکی استانبولی: Nevşehir به کردی، آوانگاری: new shar) شهری است در کشور ترکیه که در استان نوشهیر واقع شده‌است. جمعیت این شهر بر اساس سرشماری سال ۲۰۰۸ میلادی ۸۱٬۸۹۹ نفر و بر اساس برآوردهای سال ۲۰۰۹ میلادی ۸۴٬۶۳۱ نفر می‌باشد.